# Burgena ravida
Burgena ravida är en fjärilsart som beskrevs av Jordan 1912. Burgena ravida ingår i släktet Burgena och familjen nattflyn. Inga underarter finns listade i Catalogue of Life.